# Вулиця Маланюка (Івано-Франківськ)
Вулиця Маланюка — вулиця в Івано-Франківську, що веде від вул. Лермонтова у бік залізниці. Знаходиться на півночі центральної частини міста.
Створена в 1890-х роках. Першу назву вулиця отримала 22 листопада 1900 року на честь польського поета Зигмунта Красінського.
В радянські часи спочатку була перейменована на М. Ломоносова (у 1944 р.), пізніше (у 1970 р.) на Ю. Безкровного.
Теперішню назву вулиця носить від серпня 1995 року,— на честь Василя Маланюка,— члена ОУН, голови осередку «Просвіта» в Клузові. Страчений більшовиками за підпільну роботу на початку 1945-го, його повісили на вулиці Шпитальній із трьома іншими патріотами.

## Будівлі
№ 2.
Один із найстаріших будинків на вулиці. Збудований в 1890-х роках. Тепер це триквартирний житловий будинок.
№ 8а.
Двоповерховий котедж, один із найновіших на даній вулиці. Зведений архітектором В. Стасевим (1927—1997) для своєї сім'ї.
Він був співавтором таких відомих в регіоні споруд, як турбази «Гуцульщина» та пішохідного мосту в Яремчі.
№ 14.
Меморіальна будівля

Двоповерховий з масандрами, двосекційний. Зведений в 1933 році відомим в місті будівничим Павловичем.
В будинку жив Ю. Безкровний,— перший голова радянського Станіславського райвиконкому. Під час німецької окупації очолив підпільну комуністичну групу, за що був заарештований гестапо та страчений.
№ 21.
Одноповерховий з колонами. Зведений на початку ХХ століття Павловичем. У 1922-му його придбав новозаснований монастир редемптористів. Перші п'ять ченців на чолі із Йосифом Скрайверсом прибули із Бельгії. Вони прийняли греко-католицький обряд та вивчили українську мову.
Після того, як монастир переїхав в новобудову на вул. Чорновола (не збереглася) у 1928 р., в цьому будинку відкрили українську ремісничо-промислову бурсу. Яка тут діяла до 1939 року. З того часу, тут,— триквартирний житловий будинок.

## Зображення

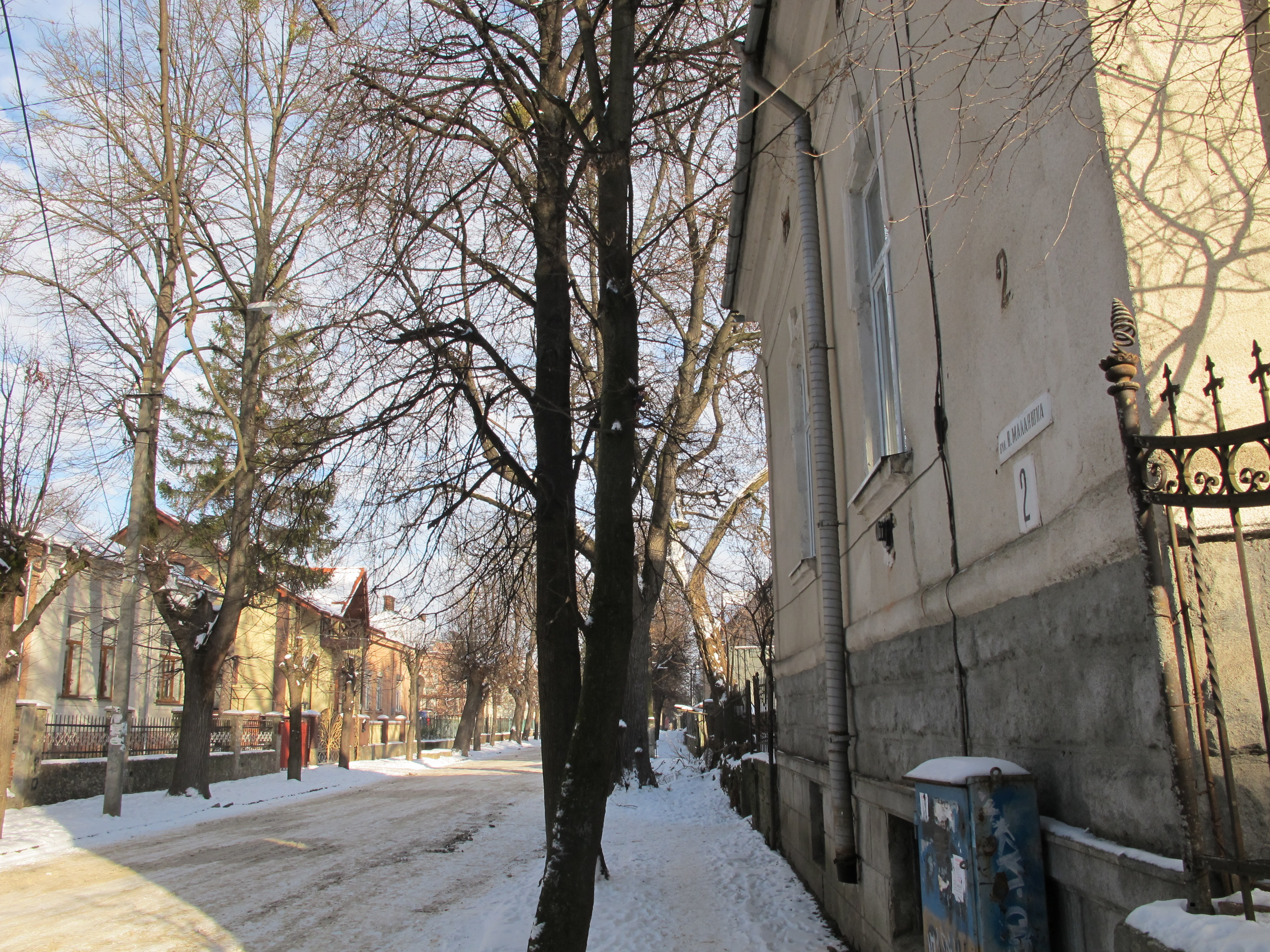
Вулиця
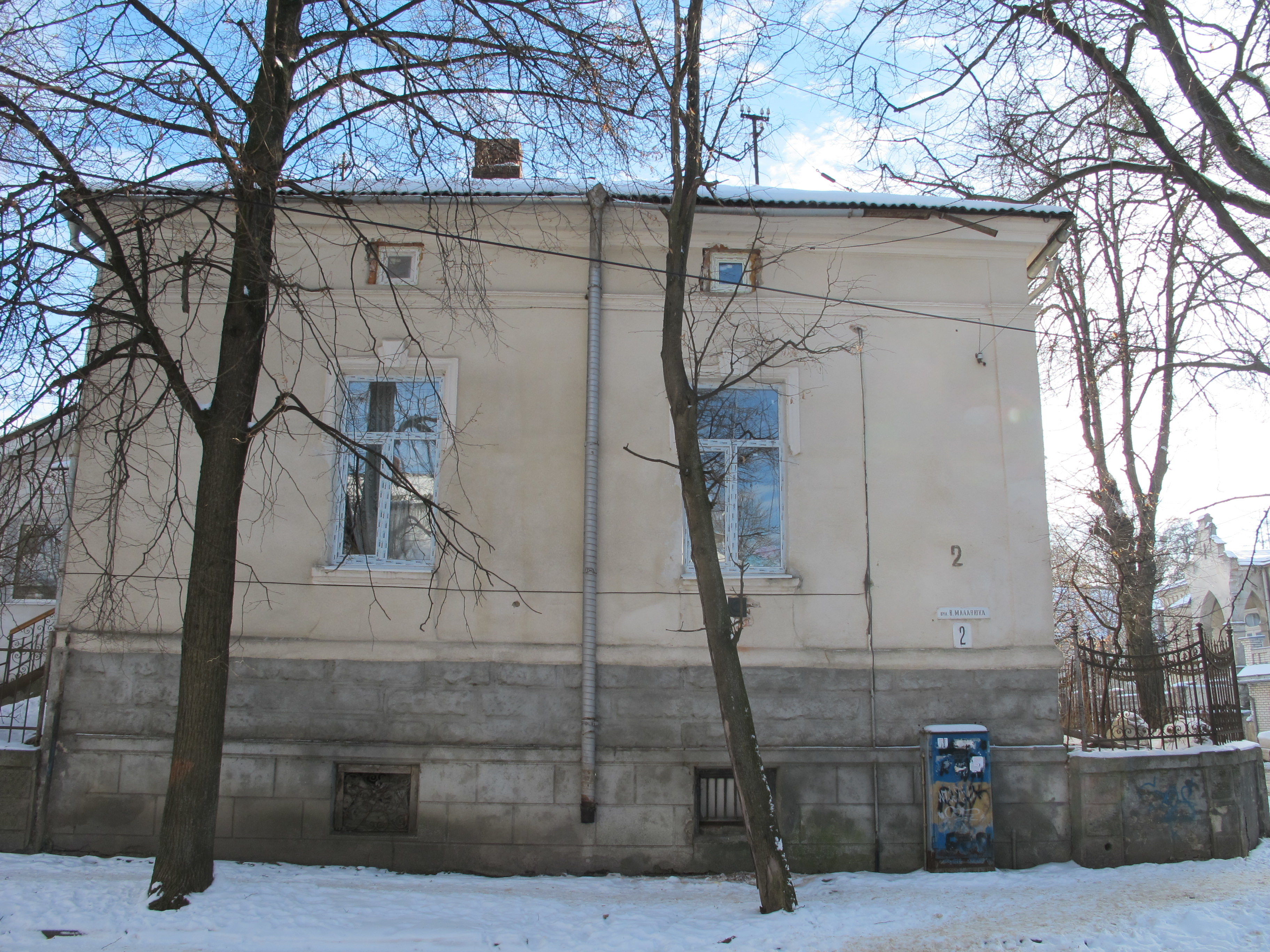
Будинок №2